# Hitachi (Ibaraki)
Pour les articles homonymes, voir Hitachi (homonymie).
Hitachi (日立市, Hitachi-shi) est une ville située dans la préfecture d'Ibaraki, sur l'île de Honshū, au Japon.

## Géographie

### Situation
Hitachi est située dans le nord-est de la préfecture d'Ibaraki, au bord de l'océan Pacifique, sur l'île de Honshū, au Japon.

### Municipalités limitrophes
| Hitachiōta | Takahagi | océan Pacifique |
| Hitachiōta | Hitachi  | océan Pacifique |
| Naka       | Tōkai    | océan Pacifique |

### Démographie
En juillet 2019, la population de la ville de Hitachi était de 176 626 habitants, répartis sur une superficie de 225,78 km2.

### Hydrographie
La ville de Hitachi est traversée par le fleuve Kuji.

## Histoire
Le village de Hitachi est créé 1er avril 1889. Il devient un bourg le 26 août 1924 puis une ville 1er septembre 1939.
Hitachi a été touchée par les bombardements stratégiques sur le Japon en juin 1945.

## Transports
Hitachi est desservie par la ligne Jōban de la JR East. La gare de Hitachi est la principale gare de la ville.

## Jumelages
Hitachi est jumelée avec :
- Birmingham (États-Unis)
- Tauranga (Nouvelle-Zélande)

## Personnalités liées à la municipalité
- Masakatsu Miyamoto (1938-2002), footballeur
- Motoharu Kurosawa (né en 1940), pilote automobile
- Yukihisa Fujita (né en 1950), homme politique
- Hironobu Sakaguchi (né en 1962), créateur de jeux vidéo